# 約翰一世 (拿騷-威爾堡)
約翰一世（德語：Johann I. von Nassau-Weilburg，1309年—1371年），拿騷-威爾堡伯爵，格拉赫一世的次子。約翰一世與薩爾布魯根的約翰娜結婚，有四個小孩。
- 腓力一世（—1429）
- 約翰娜（—1383）
- 阿格尼絲（—1401）
- 索內塔（—1436）